# Matthew Whitworth-Aylmer, V barone Aylmer
Matthew Whitworth-Aylmer (24 maggio 1775 – Belgravia, 23 febbraio 1850) è stato un militare inglese.

## Biografia

### Le guerre napoleoniche
Egli ottenne di entrare nell'esercito inglese nel 1787, divenendo luogotenente nel 1791 e maggiore nel 1800, dopo aver preso parte alle guerre della prima coalizione antifrancese ed essere stato prigioniero per sei mesi in Francia nel 1798.
La sua carriera continuò successivamente come colonnello nel 1810, divenendo aiutante di campo del re Giorgio III tra il 1810 ed il 1812 e divenne maggiore generale nel 1813. Egli fu presente alla maggior parte delle battaglie svoltesi nel corso della guerra d'indipendenza spagnola.
Nel 1814, per il servizio meritevole prestato durante le campagne antinapoleoniche, egli venne nominato aiutante generale delle forze britanniche in Irlanda, ove rimase sino al 1823.

### Amministrazione coloniale nel nord america
Dopo aver raggiunto il grado di luogotenente generale nel 1825 egli venne nominato dal 1830 comandante delle truppe britanniche nel Nord America e Governatore Generale del British North America e Luogotenente Governatore del Basso Canada.
Lord Aylmer non aveva esperienze civili o politiche pregresse negli affari amministrativi e come tale egli non fu in grado di sedare i contrasti interni proprio nel Basso Canada. Lord Aylmer esacerbò le tensioni etniche in Canada favorendo gli inglesi al posto dei francesi e questo contribuirà poi nel 1837 ad una grande ribellione.

### Ritorno in Inghilterra
Ritornato in Inghilterra, Aylmer venne promosso al rango di generale nel 1845 ma non riuscì ad ottenere di entrare a far parte della Parìa del Regno Unito (la sua dignità baronale era riconosciuta solo nella Parìa d'Irlanda) o qualsiasi altro incarico amministrativo.
Egli morì al n.15 di Eaton Square, Belgravia il 23 febbraio 1850 e venne sepolto al West Norwood Cemetery.
La sorella di lord Aylmer, Rose, fu l'ispiratrice di un poema di Walter Savage Landor.